# Ron Francis
Ronald Michael „Ron“ Francis junior (* 1. März 1963 in Sault Ste. Marie, Ontario) ist ein ehemaliger kanadischer Eishockeyspieler und derzeitiger -funktionär, der im Verlauf seiner aktiven Karriere zwischen 1980 und 2004 unter anderem 1902 Spiele für die Hartford Whalers, Pittsburgh Penguins, Carolina Hurricanes und Toronto Maple Leafs in der National Hockey League auf der Position des Centers bestritten hat. Francis, der in Diensten der Pittsburgh Penguins in den Jahren 1991 und 1992 jeweils den Stanley Cup gewann, gehörte während seiner aktiven Zeit zu den besten Spielmachern in der NHL und wurde mit zahlreichen individuellen Auszeichnungen bedacht. Im Jahr 2007 wurde er in die Hockey Hall of Fame aufgenommen.
Von 2014 bis 2018 war Francis General Manager der Carolina Hurricanes und ist seit Juli 2019 in gleicher Funktion für die neu gegründeten Seattle Kraken tätig.

## Karriere
Francis spielte während seiner Juniorenzeit in seiner Geburtsstadt für die Sault Ste. Marie Greyhounds in der Ontario Hockey League, unter anderem mit John Vanbiesbrouck. Nach sehr starken Leistungen dort, wurde im NHL Entry Draft 1981 von den Hartford Whalers in der ersten Runde an Position 4 ausgewählt. Die Whalers hatten eigentlich ein Auge auf Bobby Carpenter geworfen, doch dies wurde publik und die Washington Capitals holten Carpenter bereits als dritten Spieler im Draft.
Francis blieb noch eine halbe Saison in Sault Ste. Marie, bevor ihn die Whalers in der Saison 1981/82 in die NHL holten. Auf Auswärtsfahrten teilte sich der Junge das Team mit der Eishockeylegende Dave Keon und schaffte auch gleich in der ersten Saison den Durchbruch. Mit 25 Toren und 68 Punkten in seiner Rookie-Saison, aber auch durch stets großen Einsatz spielte er sich schnell in die Herzen der Fans in Hartford. Mit 22 wurde er zum jüngsten Kapitän eines NHL-Teams. In seinen ersten vier Jahren verpassten die Whalers die Playoffs und auch in den Jahren danach, war mit den starken Gruppengegnern Montreal, Boston und Quebec in der Endrunde nicht viel zu erreichen. Im Laufe der Saison 1990/91 entzog ihm der Trainer Rick Ley ohne ihm einen Grund zu nennen das C auf der Brust. Kurz darauf wurde er gemeinsam mit Ulf Samuelsson und Grant Jennings im Tausch gegen John Cullen, Jeff Parker und Zarley Zalapski an die Pittsburgh Penguins abgegeben.
Als Center der zweiten Reihe hinter Mario Lemieux bewies er abermals seine Klasse und konnte gleich in seinem ersten Jahr den Stanley Cup mit den Penguins gewinnen. Im Jahr darauf konnte das Team den Titel verteidigen. Am 28. Oktober 1993 gelang ihm als 38. Spieler in der NHL die 1000-Punkte-Marke zu erreichen. Er überzeugte offensiv wie defensiv und nahm durch seine Führungsqualitäten eine besondere Rolle im Team ein. Als Mario Lemieux längere Zeit verletzt war, übernahm er 1995 für die Übergangszeit die Kapitänsrolle. Nach dem Rücktritt Lemieuxs 1997 war er natürlich auch wieder erste Wahl als Mannschaftskapitän.
Nach siebeneinhalb Jahren verließ er Pittsburgh und kehrte zu seinem alten Team zurück. Inzwischen waren die jedoch umgezogen und spielten im Südosten der Vereinigten Staaten als Carolina Hurricanes. Noch immer stand dort sein Name oben auf in allen Besten Listen (Spiele, Tore, Vorlagen und Punkte) der Franchisegeschichte. Er übernahm die erwartete Führungsrolle und brachte sein Team in der Saison 2001/02 in die Finals um den Stanley Cup. Dort war man jedoch den Detroit Red Wings unterlegen.
Zum Ende der Saison 2003/04 wurde er an die Toronto Maple Leafs abgegeben und bestritt dort noch je 12 Spiele in der regulären Saison und in den Playoffs. Nachdem der Start in die kommende vom Streik bedroht gewesen war, erklärte er am 14. September 2005 seinen Rücktritt. Nur Wayne Gretzky hat in der NHL mehr Tore vorbereitet und auch in der ewigen besten Liste nach Punkten liegt Francis auf Rang fünf.
Im November 2006 schloss er sich dem Management der Carolina Hurricanes als Director of Player Development an und beobachtet in dieser Position hauptsächlich die jungen Spieler, die zur Organisation der Hurricanes gehören, bei ihrer Entwicklung. Anfang Oktober 2007 übernahm Francis zudem den Posten als Assistenz-General-Manager.
Er wurde am 12. November 2007 in die Hockey Hall of Fame aufgenommen.
Nachdem Jim Rutherford zum Ende der Saison 2013/14 von allen Ämtern bei den Hurricanes zurückgetreten war, übernahm Francis die Position des General Managers. Diese hatte er bis März 2018 inne, als er als neuer President of Hockey Operations vorgestellt wurde. Der neue Eigentümer der Hurricanes, Tom Dundon, räumte damit die Position des General Managers frei, bevor Francis Ende April 2018 von allen Pflichten in Carolina enthoben wurde.
Im Juli 2019 wurde bekannt, dass Francis die Funktion des General Managers beim neuen Franchise aus Seattle übernimmt, das im Juli 2020 den Namen Kraken erhielt. Bei dem Team, das zur Saison 2021/22 den Spielbetrieb aufnehmen soll, ist er fortan für den sportlichen Aufbau der Mannschaft verantwortlich.

## Erfolge und Auszeichnungen
| - 1983 Teilnahme am NHL All-Star Game - 1985 Teilnahme am NHL All-Star Game - 1990 Teilnahme am NHL All-Star Game - 1991 Stanley-Cup-Gewinn mit den Pittsburgh Penguins - 1992 Stanley-Cup-Gewinn mit den Pittsburgh Penguins - 1995 Alka-Seltzer Plus Award - 1995 Frank J. Selke Trophy | - 1995 Lady Byng Memorial Trophy - 1996 Teilnahme am NHL All-Star Game - 1998 Lady Byng Memorial Trophy - 2002 Lady Byng Memorial Trophy - 2002 King Clancy Memorial Trophy - 2002 NHL Foundation Player Award - 2007 Aufnahme in die Hockey Hall of Fame |

### International
- 1985 Silbermedaille bei der Weltmeisterschaft

## Rekorde
Franchise
- 1.186 Spiele in 16 Spielzeiten für die Hartford Whalers bzw. Carolina Hurricanes
- 1.175 Punkte (382 Tore + 793 Vorlagen) für die Hartford Whalers bzw. Carolina Hurricanes
- 793 Vorlagen für die Hartford Whalers bzw. Carolina Hurricanes
- 382 Tore für die Hartford Whalers bzw. Carolina Hurricanes

Team
- 714 Spiele für die Hartford Whalers
- 264 Tore für die Hartford Whalers
- 557 Vorlagen für die Hartford Whalers
- 821 Punkte (264 Tore + 557 Vorlagen) für die Hartford Whalers
- 69 Vorlagen für die Hartford Whalers in einer Saison (1989/90)

## Karrierestatistik

### International
Vertrat Kanada bei:
- Weltmeisterschaft 1985

(Legende zur Spielerstatistik: Sp oder GP = absolvierte Spiele; T oder G = erzielte Tore; V oder A = erzielte Assists; Pkt oder Pts = erzielte Scorerpunkte; SM oder PIM = erhaltene Strafminuten; +/− = Plus/Minus-Bilanz; PP = erzielte Überzahltore; SH = erzielte Unterzahltore; GW = erzielte Siegtore; 1 Play-downs/Relegation; Kursiv: Statistik nicht vollständig)